# Talsperre Wechmar
Die Talsperre Wechmar liegt im Westen des Gemeindegebietes von Wechmar im Landkreis Gotha, Thüringen. Sie staut den Schmallgraben – mit einer Überleitung wird auch Wasser aus der Apfelstädt gesammelt. Die Talsperre wurde 1983 in Betrieb genommen und wird für Bewässerungszwecke genutzt. Die Talsperre grenzt mit seinem östlichen Ufer an das Naturschutzgebiet Röhnberg mit dem gleichnamigen Berg von 383 m Höhe ü.NN. Der Schmallgraben entwässert den Stausee im nördlichen Bereich der Staumauer, fließt zunächst in nordwestlicher Richtung und sodann in einer Rechtskurve um den Schmallhügel, sodann in gerader Linie nach Norden, um sich nach Erreichen der Apfelstädtaue zwischen Wechmar und Wandersleben  in die Apfelstädt zu ergießen.
Das Absperrbauwerk ist ein homogener Erddamm aus tonigem Schluff, der eine Richtung von SW nach NO aufweist. Er wurde auf holozänen und pleistozänen Sedimenten gegründet. Der Damm hat eine wasserseitige Schutzschicht aus Schotter. Das Staubecken wurde mit einem Dichtungsteppich versehen. Zur Entnahme dient ein Turm im Stauraum, der über eine Brücke erreichbar ist.